# Strada statale 546 Troiana
La ex strada statale 546 Troiana (SS 546), ora strada provinciale 115 Troiana (SP 115), è una strada provinciale italiana che si sviluppa nella provincia di Foggia.

## Percorso
La strada ha inizio staccandosi dalla strada statale 90 delle Puglie alle porte di Foggia, in località Masseria Celso. Il percorso si snoda in direzione sud-ovest, parallelamente all'antico tratturello Foggia-Camporeale, rasentando la Masseria Caracciolo per giungere quindi alla periferia del centro abitato di Troia, ove si innesta sulla ex strada statale 160 di Lucera.
In seguito al decreto legislativo n. 112 del 1998, dal 2001 la gestione è passata dall'ANAS alla regione Puglia, che ha provveduto al trasferimento dell'infrastruttura al demanio della provincia di Foggia.